# Préfectures du Japon
| Hokkaidō : 1. Hokkaidō (dō) Tōhoku : 2. Aomori 3. Iwate 4. Miyagi 5. Akita 6. Yamagata 7. Fukushima Kantō : 8. Ibaraki 9. Tochigi 10. Gunma 11. Saitama 12. Chiba 13. Tokyo (métropole) 14. Kanagawa | Chūbu : 15. Niigata 16. Toyama 17. Ishikawa 18. Fukui 19. Yamanashi 20. Nagano 21. Gifu 22. Shizuoka 23. Aichi Kansai : 24. Mie 25. Shiga 26. Kyoto (fu) 27. Osaka (fu) 28. Hyōgo 29. Nara 30. Wakayama | Chūgoku : 31. Tottori 32. Shimane 33. Okayama 34. Hiroshima 35. Yamaguchi Shikoku : 36. Tokushima 37. Kagawa 38. Ehime 39. Kōchi Kyūshū et Okinawa : 40. Fukuoka 41. Saga 42. Nagasaki 43. Kumamoto 44. Ōita 45. Miyazaki 46. Kagoshima 47. Okinawa |

Carte des préfectures du Japon actuel

Les préfectures ou  départements du Japon (都道府県, todōfuken) sont les quarante-sept circonscriptions administratives et territoriales du Japon créées en 1871.

## Types
Les 47 préfectures sont réparties en quatre types (identifiés par le dernier caractère de leur nom officiel japonais en kanji). Si ces quatre appellations correspondaient avant 1947 à une réelle différence de statut (avec des pouvoirs et compétences particuliers), la loi d'autonomie locale, tout en conservant la quadruple terminologie, ne les distingue plus sur le plan administratif. Ils sont réunis dans le jargon administratif sous le terme de todōfuken (都道府県), terme concaténant les quatre kanjis correspondant aux quatre types de préfecture : to (都), dō (道), fu (府) et ken (県).

### To
La préfecture métropolitaine (都, to, signifiant « ville centrale » ou « métropole ») est le nom à partir de 1943 de l'ancien gouvernement urbain (fu) de Tokyo, créé en 1868 sur la base de l'ancien « Domaine géré directement par les magistrats du bourg d'Edo » (江戸の町奉行支配地, Edo-no-Machibugyō shihaichi) », soit la zone urbaine et future « Ville de Tokyo » (東京市, Tōkyō-shi, elle-même créée en tant que municipalité en 1889) et des districts ruraux voisins. En 1943, la ville de Tokyo est dissoute en tant que ville (市, shi) et ses anciens arrondissements sont devenus à la fois des municipalités distinctes et des arrondissements spéciaux similaires aux actuels districts japonais (郡, gun). Dans le même temps, le « Gouvernement urbain (ou préfecture) de Tokyo » (東京府, Tōkyō-fu) devient la « Métropole de Tokyo » (東京都, Tōkyō-to), la capitale japonaise : ainsi les différentes institutions officielles nationales (ou représentations officielles étrangères telles les ambassades) de l’actuelle capitale du Japon ne relèvent directement d’aucune des municipalités qui la composent aujourd’hui, mais bien d’une préfecture.

### Dō
L'immense préfecture insulaire (道, dō) Hokkaidō (北海道) est la seule préfecture japonaise historiquement et entièrement subdivisée (en raison de sa taille, afin de mieux répartir les efforts administratifs des services préfectoraux sur l'ensemble de son territoire) en sous-préfectures, avant leur subdivision usuelle en districts et en villes. L'île aujourd'hui appelée Hokkaidō, et initialement désignée en japonais depuis l'époque médiévale « Terre des Ezo » (蝦夷地, Ezo-chi), « île des Ezo » (蝦夷島, Ezogashima) ou tout simplement Ezo (蝦夷, littéralement « Tribus des crevettes »), du nom donné aux populations y habitant. Si un premier contrôle fut installé au sud de l'île par l'intermédiaire du clan Matsumae au XVIe siècle, Ezochi n'est intégrée en totalité dans l'organisation administrative japonaise qu'à la révolution Meiji et c'est alors, en 1869, que son nom est changé. L'explorateur Matsuura Takeshirō fait alors six propositions, mais le gouvernement central retient finalement celle d'Hokkaidō (北海道) en raison de la similarité de la prononciation du kanji 海 (kai) et les noms données à l'île par les Aïnous (Kuyi, Kuye, Qoy) mais surtout en référence (de par son suffixe dō signifiant « chemin », « route » et renvoyant à un espace marginal, éloigné du centre de décision, ainsi que, également par les kanji 北海, Hokkai, littéralement « mer du Nord », à une signification purement géographique) à l'ancien système du Gokishichidō. Celui-ci, mis en place à la période Asuka (v. 550-710), distingue deux types de divisions administratives : les cinq provinces situées dans la Région impériale (畿内, Kinai), cœur du pouvoir politique autour des capitales Nara puis Kyoto, et sept « chemins » (道, dō) dans le reste de l'empire. Bien qu'elles n'aient plus eu d'existence officielle après la période de Muromachi (1336-1573), ces entités ont conservé une signification géographique jusqu'à l'ère Meiji. Enfin, le nom d'Hokkaidō, littéralement « route de la mer du Nord », fait écho au Tōkaidō (ou « route de la mer de l'Est »), une des Gokaidō (« Cinq grandes routes » partant d'Edo durant le shogunat Tokugawa vers les principaux centres du Japon) qui constituait au XIXe siècle, et encore aujourd'hui, le principal axe dans l'organisation du réseau de transport japonais. Quoi qu'il en soit, après avoir été gérée par une Commission de développement (開拓使, kaitakushi) de 1869 à 1871 puis subdivisée en trois préfectures (ken, appelées à partir des trois principaux centres urbains créés dans l'île : Sapporo, Hakodate et Nemuro) de 1871 à 1886, Hokkaidō devient finalement une seule et unique préfecture. Toutefois, le suffixe de 県 (ken) n'a jamais été rajouté à son nom si bien que la finale 道 (dō) a fini par prendre elle-même le sens de préfecture. Ainsi, l'expression de « préfecture d'Hokkaidō » n'est pratiquement jamais employée (car considérée comme un pléonasme), si ce n'est parfois pour différencier le gouvernement local de l'île elle-même.

### Fu
Deux « gouvernements » (府, fu) existent : Osaka (大阪府, Osaka-fu) et Kyoto (京都府, Kyōto-fu). Leur désignation particulière provient de l'existence durant l'époque d'Edo de deux types de territoires créés par le bakufu pour assurer un meilleur contrôle des shoguns sur l'ensemble de l'empire : les « Domaines gérés directement par les magistrats du bakufu appelés Bugyō » (奉行支配地, Bugyō shihaichi) autour des neuf principales villes du pays, et 302 « Domaines des districts » (郡代支配地, Gunyo shihaichi) sur le reste du territoire. Lorsque le système féodal est aboli en 1868, les neuf Bugyō shihaichi reçoivent l'appellation de fu, utilisant un kanji renvoyant à la notion de « gouvernement », se retrouvant d'ailleurs dans bakufu (le « gouvernement de la tente »), mais aussi à celles commerciales d'« entrepôt », de « magasin » et, par extension donc, de gouvernement urbain. En 1871, avec l'installation officielle de l'organisation préfectorale, seules trois de ces entités, parmi les neuf originelles, conservent le nom de fu (Tokyo, centre politique et désormais capitale impériale ; Osaka, pôle économique et industriel ; Kyoto, ancienne capitale et toujours ville impériale). En 1943, la préfecture de Tokyo fusionne avec son chef-lieu et, de ce fait, Tokyo abandonne le suffixe fu pour celui nouvellement créé spécialement pour elle de to (都, "capitale", mais habituellement traduit par "métropole (de Tokyo)" dans ce cas).

### Ken
43 départements « ruraux » (県, ken) constituent le reste de l'archipel, et dont le kanji renvoie initialement aux notions de « pays » (au sens local du terme), « comtés », « campagne ». Malgré cette appellation cependant, la plupart d'entre elles sont aujourd'hui fortement, voire en quasi-totalité pour certaines, urbanisées.

## Sous-divisions
La loi d'autonomie locale de 1947 ne reconnaît que deux niveaux de gouvernement local : les préfectures et les quatre types de municipalités (villes, arrondissements spéciaux de Tokyo, bourgs et villages), les secondes étant donc les subdivisions des premières. Toutefois, la loi permet dans certains cas le regroupement des communes en subdivisions intermédiaires qui n'ont généralement qu'un aspect purement administratif ou géographique, et absolument pas politique.
L'archipel comptant près de vingt-mille îles et îlots, ceux-ci sont rattachées à une préfecture, même si la distance qui les sépare de leur préfecture est énorme (jusqu'à 600 km). Pour mieux relayer leurs actions et assurer une meilleure desserte de leurs services dans ces espaces éloignés, les gouvernements préfectoraux peuvent décider de regrouper les municipalités en subdivisions administratives particulières généralement appelées sous-préfectures (支庁, shichō) sur le modèle de celles d'Hokkaidō, l'exemple principal étant les quatre sous-préfectures insulaires de Tokyo.
Ensuite, toutes les communes rurales (bourgs ou villages) sont regroupées en districts ou « comtés » qui servent uniquement d'entités géographiques et pour établir les adresses dans le système postal. Ce sont alors des subdivisions directes des préfectures ou, là où elles existent, des sous-préfectures (à l'exception de celles des îles dépendant de Tokyo qui font fonction de districts).
Dans de nombreuses préfectures, des regroupements comparables aux sous-préfectures mais sans statut juridique officiel qui les définissent clairement existent avec une notion proche des régions naturelles (ou pays traditionnels) en France. Ils sont souvent cités par les géographes et même certaines institutions officielles (ces regroupements sont basés plus ou moins sur le découpage des anciennes provinces impériales et de leurs subdivisions).

## Historique des préfectures japonaises
Cette organisation a été établie officiellement par le gouvernement de Meiji en 1871 dans le cadre d'une réforme dite « abolition du système han » sur le modèle français[réf. nécessaire]. Il a remplacé dans les faits les anciennes provinces, bien que celles-ci n'aient jamais été officiellement abolies.

« L'empereur accepte la remise des fiefs par les daimyos en juillet 1869, mais conserve la division en fiefs. Les difficultés économiques que connaissaient la plupart des fiefs conduisirent promptement en juillet 1871 à leur suppression et au remodelage du pays en départements, qui ne coïncidaient que rarement avec les anciennes provinces. Ces divisions administratives furent à plusieurs reprises remaniées entre 1871 et 1888, date à laquelle il existait, outre Hokkaidō, 43 départements et trois districts urbains : Tokyo, Kyoto et Osaka. »

## Liste détaillée des préfectures du Japon actuel
Selon les résultats du recensement national de 2015, la préfecture la plus peuplée de l'archipel est celle de Tokyo (13 515 000 habitants, soit 10,6 % de la population japonaise), devant les préfectures de Kanagawa (9 126 000 habitants) et d'Osaka (8 839 000 habitants). La moins peuplée est la préfecture de Tottori (589 000 habitants). Parmi les 47 préfectures, les neuf premières rassemblent 53,9 % de la population du pays.
| Préfecture | Préfecture | Capitale   | Région   | Île      | Population (en 2009) | Superficie (en km2) | Densité (hab./km2) | Districts | Municipalités |
| ---------- | ---------- | ---------- | -------- | -------- | -------------------- | ------------------- | ------------------ | --------- | ------------- |
| Aichi      | 愛知県     | Nagoya     | Chūbu    | Honshū   | 7 398 968            | 5 164,57            | 1 433              | 10        | 61            |
| Akita      | 秋田県     | Akita      | Tōhoku   | Honshū   | 1 100 124            | 11 612,28           | 95                 | 6         | 25            |
| Aomori     | 青森県     | Aomori     | Tōhoku   | Honshū   | 1 385 096            | 9 607,11            | 144                | 8         | 40            |
| Chiba      | 千葉県     | Chiba      | Kantō    | Honshū   | 6 172 836            | 5 156,6             | 1 197              | 6         | 56            |
| Ehime      | 愛媛県     | Matsuyama  | Shikoku  | Shikoku  | 1 439 143            | 5 677,73            | 253,5              | 7         | 20            |
| Fukui      | 福井県     | Fukui      | Chūbu    | Honshū   | 809 282              | 4 189,54            | 193                | 7         | 17            |
| Fukuoka    | 福岡県     | Fukuoka    | Kyūshū   | Kyūshū   | 5 061 952            | 4 976,97            | 1 017              | 13        | 60            |
| Fukushima  | 福島県     | Fukushima  | Tōhoku   | Honshū   | 2 045 516            | 13 782,75           | 148,4              | 13        | 59            |
| Gifu       | 岐阜県     | Gifu       | Chūbu    | Honshū   | 2 090 333            | 10 621,17           | 197                | 9         | 42            |
| Gunma      | 群馬県     | Maebashi   | Kantō    | Honshū   | 2 008 075            | 6 363,16            | 315,6              | 7         | 36            |
| Hiroshima  | 広島県     | Hiroshima  | Chūgoku  | Honshū   | 2 861 882            | 8 479,05            | 337,5              | 5         | 23            |
| Hokkaidō   | 北海道     | Sapporo    | Hokkaidō | Hokkaidō | 5 543 556            | 83 456,58           | 66,4               | 68        | 180           |
| Hyōgo      | 兵庫県     | Kobe       | Kinki    | Honshū   | 5 598 220            | 8 395,84            | 667                | 8         | 41            |
| Ibaraki    | 茨城県     | Mito       | Kantō    | Honshū   | 2 963 483            | 6 095,69            | 486                | 7         | 44            |
| Ishikawa   | 石川県     | Kanazawa   | Chūbu    | Honshū   | 1 167 137            | 4 185,54            | 279                | 6         | 19            |
| Iwate      | 岩手県     | Morioka    | Tōhoku   | Honshū   | 1 343 102            | 15 278,86           | 88                 | 11        | 35            |
| Kagawa     | 香川県     | Takamatsu  | Shikoku  | Shikoku  | 1 000 958            | 1 876,51            | 533,4              | 5         | 17            |
| Kagoshima  | 鹿児島県   | Kagoshima  | Kyūshū   | Kyūshū   | 1 711 708            | 9 188,67            | 186                | 8         | 45            |
| Kanagawa   | 神奈川県   | Yokohama   | Kantō    | Honshū   | 8 994 595            | 2 415,84            | 3 723              | 6         | 33            |
| Kōchi      | 高知県     | Kōchi      | Shikoku  | Shikoku  | 777 914              | 7 105,13            | 109,5              | 6         | 34            |
| Kumamoto   | 熊本県     | Kumamoto   | Kyūshū   | Kyūshū   | 1 816 557            | 7 405,8             | 245                | 10        | 47            |
| Kyoto      | 京都府     | Kyoto      | Kinki    | Honshū   | 2 633 157            | 4 613,01            | 571                | 6         | 26            |
| Mie        | 三重県     | Tsu        | Kinki    | Honshū   | 1 862 347            | 5 777,19            | 322,4              | 7         | 29            |
| Miyagi     | 宮城県     | Sendai     | Tōhoku   | Honshū   | 2 335 562            | 7 285,75            | 320,6              | 10        | 36            |
| Miyazaki   | 宮崎県     | Miyazaki   | Kyūshū   | Kyūshū   | 1 132 150            | 7 734,8             | 146,4              | 7         | 28            |
| Nagano     | 長野県     | Nagano     | Chūbu    | Honshū   | 2 163 671            | 13 562,23           | 159,5              | 14        | 80            |
| Nagasaki   | 長崎県     | Nagasaki   | Kyūshū   | Kyūshū   | 1 434 260            | 4 104,48            | 349,4              | 4         | 23            |
| Nara       | 奈良県     | Nara       | Kinki    | Honshū   | 1 402 268            | 3 691,09            | 380                | 7         | 39            |
| Niigata    | 新潟県     | Niigata    | Chūbu    | Honshū   | 2 385 896            | 12 583,48           | 189,6              | 10        | 30            |
| Ōita       | 大分県     | Ōita       | Kyūshū   | Kyūshū   | 1 197 347            | 6 339,54            | 189                | 3         | 18            |
| Okayama    | 岡山県     | Okayama    | Chūgoku  | Honshū   | 1 943 891            | 7 113,21            | 273,3              | 10        | 27            |
| Okinawa    | 沖縄県     | Naha       | Kyūshū   | Okinawa  | 1 381 166            | 2 275,91            | 607                | 5         | 41            |
| Osaka      | 大阪府     | Osaka      | Kinki    | Honshū   | 8 836 873            | 1 897,85            | 4 656              | 5         | 43            |
| Saga       | 佐賀県     | Saga       | Kyūshū   | Kyūshū   | 853 288              | 2 439,6             | 350                | 6         | 20            |
| Saitama    | 埼玉県     | Saitama    | Kantō    | Honshū   | 7 159 987            | 3 797,25            | 1 885,6            | 9         | 70            |
| Shiga      | 滋賀県     | Ōtsu       | Kinki    | Honshū   | 1 401 605            | 4 017,36            | 349                | 5         | 26            |
| Shimane    | 島根県     | Matsue     | Chūgoku  | Honshū   | 720 595              | 6 707,86            | 107,4              | 7         | 21            |
| Shizuoka   | 静岡県     | Shizuoka   | Chūbu    | Honshū   | 3 791 519            | 7 780,33            | 487                | 7         | 35            |
| Tochigi    | 栃木県     | Utsunomiya | Kantō    | Honshū   | 2 010 701            | 6 408,28            | 314                | 6         | 30            |
| Tokushima  | 徳島県     | Tokushima  | Shikoku  | Shikoku  | 790 136              | 4 146,55            | 190,6              | 8         | 24            |
| Tokyo      | 東京都     | Shinjuku   | Kantō    | Honshū   | 12 974 936           | 2 187,65            | 5 931              | 1         | 62            |
| Tottori    | 鳥取県     | Tottori    | Chūgoku  | Honshū   | 591 906              | 3 507,26            | 169                | 5         | 19            |
| Toyama     | 富山県     | Toyama     | Chūbu    | Honshū   | 1 096 717            | 4 247,55            | 258                | 2         | 15            |
| Wakayama   | 和歌山県   | Wakayama   | Kinki    | Honshū   | 1 007 402            | 4 726,29            | 213                | 6         | 30            |
| Yamagata   | 山形県     | Yamagata   | Tōhoku   | Honshū   | 1 181 775            | 9 323,46            | 127                | 8         | 35            |
| Yamaguchi  | 山口県     | Yamaguchi  | Chūgoku  | Honshū   | 1 459 559            | 6 112,81            | 239                | 4         | 20            |
| Yamanashi  | 山梨県     | Kōfu       | Chūbu    | Honshū   | 869 572              | 4 465,37            | 195                | 5         | 28            |

## Administration et institutions
L'administration des préfectures, comme celles de toutes les subdivisions administratives japonaises, est régie par la loi d'autonomie locale de 1947.

### Compétences
Les compétences préfectorales peuvent varier entre les différents types de statut, mais regroupent généralement :
- services sociaux : la gestion et la distribution des aides sociales (l'assistance financière publique, les aides et aménagements pour l'enfance, les personnes âgées et handicapées) dans les villages et bourgs de la préfecture (les villes assurent elles-mêmes ces services sur leur territoire), la création de bureaux consultatifs pour l'enfance (sauf pour ce qui est des villes désignées par ordonnance qui sont compétentes dans ce domaine).
- hygiène et santé publique : les préfectures assurent les services quotidiens dans ce domaine par le biais de centres de santé publique (sauf dans les villes désignées par ordonnance qui ont leurs propres centres) qui supervisent des examens médicaux, des activités d'hygiène alimentaire, des programmes de sensibilisation, des inspections d'hygiène dans les hôtels, restaurants et établissements de logement, les bains publics, les barbiers et coiffeurs, les salons de beauté et autres établissements liés à la santé publique. Il existe également des hôpitaux préfectoraux.
- environnement, propreté et protection de la nature : participation et élaboration de programmes environnementaux et de nettoyage en coopération avec les autres échelons administratifs, tandis que la préfecture est compétente pour l'agrément pour les déchets industriels (délivré par le gouverneur). Elle est responsable de l'entretien des espaces montagnards et des chemins forestiers ainsi que de la protection des forêts (n'appartenant pas au domaine de l'État) en suivant le plan défini par le gouvernement central.
- développement économique et industriel : la mise en place de plans de promotion des entreprises locales par le biais d'aides, subventions ou d'aménagements particuliers.
- développement urbain : les gouverneurs de préfectures comportant une ville désignée par ordonnance gouvernementale établissent, en coordination avec le maire de cette ville, les politiques de gestion de l'accroissement, du développement et de l'entretien de la zone urbaine. La préfecture assure le contrôle des plans d'urbanisme développés par toutes les communes de son territoire par le biais d'une commission de la planification municipale qui doit donner son avis sur le plan avant qu'il ne soit appliqué.
- infrastructures :
  - routières : les préfectures possèdent un réseau routier, dit de routes préfectorales (généralement au moins à quatre voies et en circulation plus rapide que les routes communales), qu'il gère et entretient (sauf pour celles passant sur le territoire d'une ville désignée par ordonnance gouvernementale), et le gouverneur peut être amené à être responsable pour certaines autoroutes nationales.
  - fluviales : les gouverneurs assurent l'entretien et l'aménagement des rivières et fleuves de classe 2 (l'une des deux classes de cours d'eau sur lesquels la loi sur les rivières s'applique pleinement, la classe 1 regroupant les fleuves les plus importants directement gérés par le gouvernement central). Les préfectures construisent, entretiennent et gèrent les bassins fluviaux d'écoulement des eaux usées.
- forces de police : l'essentiel des actions policières sont de la compétence des préfectures, sous la supervision d'un Comité de la Sécurité public et l'autorité d'un Département de la Police préfectorale. Celui-ci, qui dépend du gouvernement de la préfecture, gère les effectifs, le matériel, les actions, les postes et les kōban de police. Les activités de cette dernière sont : la prévention du crime notamment par des patrouilles ou des contrôles de routine, l'arrestation des suspects, la protection des plus démunis (enfants, personnes âgées ou handicapées), le contrôle de la circulation, la propreté des espaces publics et, plus généralement, le maintien de la paix et de l'ordre public. L'une des plus importantes polices du Japon, de par ses effectifs, ses moyens et ses activités, reste la police métropolitaine de Tokyo. Bien que les brigades de sapeurs-pompiers dépendent généralement des communes, celles de Tokyo sont directement supervisées par le gouvernement métropolitain tandis que la plupart des préfectures développent des services de prévention contre le feu et les catastrophes surtout chargés de coordonner les actions des différents acteurs dans ce domaine (polices préfectorales, pompiers communaux, forces d'autodéfense notamment).
- éducation : les préfectures assurent la gestion matérielle, humaine (effectifs, inscriptions, services aux élèves et aux professeurs) et pédagogique (inspection, application des programmes) des lycées publics et des écoles spécialisées, et ont aussi autorité sur l'ensemble des établissements privés. Cette compétence est assurée par un Bureau de l'Éducation autonome vis-à-vis du gouverneur mais dont les membres sont désignés par ce dernier (avec confirmation de l'assemblée préfectorale).

Pour mettre en œuvre leur politique, les préfectures établissent des plans d'orientation pour des durées de 5 ou 10 ans, répartissent leur action entre plusieurs départements et services qui font partie de l'exécutif local et se reposent sur toute une gamme d'entreprises publiques préfectorales.

### Gouverneurs
Le pouvoir exécutif au niveau des préfectures est exercé par un gouverneur (都道府県 知事, Todōfuken chiji, plus rarement traduit par « préfet »), terme général regroupant le gouverneur métropolitain de Tokyo (都 知事, Tochiji, parfois également traduit, par abus de langage, par « maire de Tokyo »), le gouverneur d'Hokkaidō (道 知事, Dōchiji), les deux gouverneurs urbains d'Osaka et de Kyoto (府 知事, Fuchiji) et 43 autres gouverneurs ruraux (県 知事, Kenchiji). Ils sont élus au suffrage universel direct uninominal à un tour pour un mandat de 4 ans renouvelable. Tout en mettant en application la politique liée aux champs de compétences de sa préfecture, le gouverneur est également le représentant de l'État dans celle-ci et dépend donc dans ce domaine du ministère des Affaires intérieures et des Communications. Il est secondé par un ou plusieurs vice-gouverneurs, désignés par l'Assemblée préfectorale, et dirigent le gouvernement local qui comprend plusieurs départements et organismes publics.

### Assemblées
Le pouvoir législatif local est quant à lui confié à une Assemblée préfectorale (都道府県 議会, Todōfuken gikai), terme englobant là encore l'Assemblée métropolitaine de Tokyo (都 議会, Togikai), l'Assemblée d'Hokkaidō (道 議会, Dōgikai), les deux Assemblées gouvernementales d'Osaka et de Kyoto (府 議会, Fukigai) et les 43 autres Assemblées rurales (県 議会, Kengikai). Elles sont élues pour un mandat de 4 ans au suffrage universel direct, les votes ayant lieu au niveau de circonscriptions électorales qui, en fonction de leur population, envoient chacune plusieurs représentants élus par le biais du vote unique non transférable. Ces Assemblées légifèrent en préparant, votant ou bien au contraire en abolissant des ordonnances locales, établissent le budget des autorités de la préfecture, approuvent les comptes et contrôlent les activités des organismes préfectoraux.